# Modulazione di frequenza

La modulazione di frequenza
carrier= frequenza portante
signal= segnale modulante
output = portante modulata

La modulazione di frequenza, sigla FM (dall'analogo termine inglese frequency modulation) o più raramente MF, nelle telecomunicazioni, è una delle tecniche di trasmissione utilizzate per trasmettere informazioni usando la variazione di frequenza dell'onda portante. Appartiene alle modulazioni a onda continua, ovvero quelle che modulano una portante sinusoidale, e tra queste in particolare appartiene a quelle che effettuano modulazione angolare (non lineare), dato che insiste sulla fase della portante. Nella FM vi è un legame lineare tra deviazione di frequenza e messaggio.

## Caratteristiche

Un segnale trasmesso tramite la tecnica AM ed FM.

La FM consiste nel modulare la frequenza del segnale radio che si intende utilizzare per la trasmissione (detta portante) in maniera proporzionale all'ampiezza del segnale che si intende trasmettere.
Rispetto alla modulazione di ampiezza, ha il vantaggio di essere molto meno sensibile ai disturbi e di permettere una trasmissione di miglior qualità. Ha inoltre un'efficienza energetica molto maggiore, dato che la potenza del segnale modulato FM è esclusivamente quella della portante: il segnale di informazione cioè non richiede potenza aggiuntiva per essere trasmesso.
Il difetto principale è la necessità di circuiti molto più complessi, sia per la generazione del segnale da trasmettere che per la sua ricezione, nonché la maggiore richiesta di banda in trasmissione (richiesta ripagata da maggiore robustezza al rumore). L'attuale tecnologia ha permesso di superare agevolmente tali problematiche, con il risultato che le trasmissioni in modulazione di frequenza sono sempre più usate a discapito di quelle a modulazione di ampiezza, soprattutto in ambito di broadcasting commerciale.

## Teoria
La frequenza istantanea di un segnale modulato in frequenza si può scrivere come {\displaystyle f_{i}(t)=f_{c}+k_{f}m(t)}, dove:
- {\displaystyle k_{f}} è una costante che viene detta fattore di sensibilità in frequenza del modulatore
- {\displaystyle m(t)} è il segnale modulante
- {\displaystyle f_{c}} è la frequenza della portante non modulata

La fase istantanea del segnale modulato si può scrivere come:
{\displaystyle {\begin{aligned}\theta _{i}(t)&=2\pi \int _{0}^{t}f_{i}\left(\tau \right)d\tau \\&=2\pi f_{c}t+2\pi k_{f}\int _{0}^{t}m\left(\tau \right)d\tau \end{aligned}}}
In definitiva il segnale modulato avrà la forma {\displaystyle s(t)=A_{c}\cos \left(2\pi f_{c}t+2\pi k_{f}\int _{0}^{t}m(\tau )d\tau \right)}

### Analisi spettrale
Un segnale modulato con questa tecnica è una funzione non lineare del segnale modulante e questo rende molto difficile fare l'analisi spettrale di un segnale generico modulato in frequenza. A questo scopo si introducono delle semplificazioni: si considera come segnale modulante un segnale sinusoidale a tono singolo e si distingue il caso in cui produca un segnale FM a banda larga da quello in cui produca un segnale FM a banda stretta. Si noti che il segnale modulante in questione non è scelto a caso ma riveste un ruolo fondamentale nella teoria dei segnali in virtù del teorema di Fourier.

#### Modulazione di frequenza a banda stretta
Una degli aspetti prioritari di una qualsiasi modulazione sta nel capire quali sono le sue potenzialità in termini di occupazione di banda. Utilizzare perciò un segnale sinusoidale isofrequenziale come segnale modulante, permette di comprendere in maniera analitica le caratteristiche spettrali di una modulazione. Tramite un segnale modulante isofrequenziale, infatti, è possibile prevedere che, per la teoria delle trasformate di Fourier, la banda sarà composta da componenti impulsive, quindi ad area teoricamente nulla, anche se dal punto di vista fisico esse saranno ad area molto piccola. Per questo, generandosi una banda totale rappresentativa molto stretta, si parla di modulazione a «banda stretta».
Per quanto detto il segnale modulante si può scrivere come un segnale monofrequenziale del tipo:
{\displaystyle m(t)=A_{m}\cos \left(2\pi f_{m}t\right)}
La frequenza istantanea dell'onda risultante è
{\displaystyle {\begin{aligned}f_{i}(t)&=f_{c}+k_{f}A_{m}\cos(2\pi f_{m}t)\\&=f_{c}+\Delta f\cos(2\pi f_{m}t)\end{aligned}}}
{\displaystyle \Delta f=A_{m}k_{f}} viene detta deviazione in frequenza e rappresenta lo scostamento massimo tra la frequenza istantanea della portante e quella del segnale FM.
La fase istantanea, per quanto detto prima, sarà pari a:
{\displaystyle {\begin{aligned}\theta _{i}(t)&=2\pi f_{c}t+{\frac {\Delta f}{f_{m}}}\sin(2\pi f_{m}t)\\&=2\pi f_{c}t+\beta \sin(2\pi f_{m}t)\end{aligned}}}
dove {\displaystyle \beta ={\frac {\Delta f}{f_{m}}}} viene detto comunemente indice di modulazione.
Affinché l'onda modulata sia a banda stretta, dev'essere {\displaystyle \beta \ll 1} e tramite le formule di addizione del coseno è possibile scrivere
{\displaystyle s(t)=A_{c}\cos \left(2\pi f_{c}t\right)\cos[\beta \sin \left(2\pi f_{m}t\right)]-A_{c}\sin \left(2\pi f_{c}t\right)\sin[\beta \sin \left(2\pi f_{m}t\right)]}
Quindi, considerando in prima approssimazione gli sviluppi di Taylor delle funzioni seno e coseno arrestati al primo termine, in virtù dell'ipotesi fatta sull'indice di modulazione è possibile scrivere il segnale modulato come
{\displaystyle {\begin{aligned}s(t)&\approx A_{c}\cos(2\pi f_{c}t)-\beta A_{c}\sin(2\pi f_{c}t)\sin(2\pi f_{m}t)\\&\approx A_{c}\cos \left(2\pi f_{c}t\right)+{\frac {1}{2}}\beta A_{c}\left\{\cos[2\pi \left(f_{c}+f_{m}\right)t]-\cos[2\pi \left(f_{c}-f_{m}\right)t]\right\}\end{aligned}}}
dove nell'ultimo passaggio è stata usata la terza formula di Werner. Il segnale modulato in definitiva ha 3 componenti principali e, similmente alla modulazione di ampiezza, la banda richiesta per la trasmissione è circa {\displaystyle 2f_{m}}.

#### Modulazione di frequenza a banda larga
Nella modulazione di frequenza a banda larga cade l'ipotesi fatta prima sull'indice di modulazione. È possibile quindi riscrivere il segnale modulato FM nella forma:
{\displaystyle s(t)={\mbox{Re }}\left[A_{c}e^{j2\pi f_{c}t+j\beta \sin(2\pi f_{m}t)}\right]}
Considerando l'inviluppo complesso {\displaystyle g(t)=A_{c}e^{j\beta \sin(2\pi f_{m}t)}} è facile verificare che si tratta di un segnale periodico con frequenza fondamentale {\displaystyle f_{m}} ed è quindi esprimibile in serie di Fourier con coefficienti
{\displaystyle {\begin{aligned}c_{n}&=f_{m}\int _{-1/2f_{m}}^{1/2f_{m}}g(t)e^{-j2\pi nf_{m}t}dt\\&=f_{m}A_{c}\int _{-1/2f_{m}}^{1/2f_{m}}e^{j\beta \sin(2\pi f_{m}t)-j2\pi nf_{m}t}dt\\&=A_{c}J_{n}(\beta )\end{aligned}}}
dove {\displaystyle J_{n}(\beta )} rappresenta la funzione di Bessel del primo tipo, di ordine n.
Ritornando all'equazione di partenza è possibile scrivere:
{\displaystyle {\begin{aligned}s(t)&={\mbox{Re}}\left[A_{c}\sum _{n=-\infty }^{\infty }J_{n}(\beta )e^{j2\pi (f_{c}+nf_{m})t}\right]\\&=A_{c}\sum _{n=-\infty }^{\infty }J_{n}(\beta )\cos[2\pi (f_{c}+nf_{m})t]\end{aligned}}}
Passando al dominio delle frequenze si può scrivere:
{\displaystyle S(f)={\frac {A_{c}}{2}}\sum _{n=-\infty }^{\infty }J_{n}(\beta )[\delta (f-f_{c}-nf_{m})+\delta (f+f_{c}+nf_{m})]}

### Regola di Carson
In teoria, una portante modulata in frequenza richiede una banda infinita per essere trasmessa. Nella pratica, si osserva che è possibile trascurare le frequenze oltre una certa soglia garantendo un determinato livello di distorsione. A questo proposito, è utile una regola empirica, nota col nome di regola di Carson, che mette in relazione l'indice di modulazione con la banda richiesta dal segnale:
{\displaystyle B_{T}\approx 2\Delta f+2f_{m}=2\Delta f\left(1+{\frac {1}{\beta }}\right)}

## Stereofonia
La maggior banda passante disponibile viene anche utilizzata per trasmettere segnali stereofonici grazie ad un procedimento di multiplexing che permette di manipolare i segnali relativi ai due canali della stereofonia e di trasmetterli sotto forma di un segnale di somma (sinistro + destro) e un segnale di differenza (sinistro - destro). Il segnale di differenza viene traslato con un particolare procedimento al di sopra della banda udibile. In questa maniera si ha la compatibilità con i ricevitori monofonici che riproducono il solo segnale di somma, mentre i ricevitori stereofonici riescono a rigenerare gli originali segnali stereo.